# Rio Branco (vattendrag i Brasilien, Bahia)
Rio Branco är ett vattendrag i Brasilien.   Det ligger i delstaten Bahia, i den östra delen av landet, 500 km nordost om huvudstaden Brasília.
Omgivningarna runt Rio Branco är huvudsakligen savann. Runt Rio Branco är det glesbefolkat, med 8 invånare per kvadratkilometer.